# Песенка радости
«Песенка радости» — советский рисованный мультипликационный фильм 1946 года о противостоянии холодной Полярной Ночи и животворящей Весны. Он стал первым фильмом студии «Союзмультфильм», получивший награду на международном кинофестивале.

## История создания
Работа над фильмом была начата в секторе «цветной рисованной фильмы» киностудии «Ленфильм» перед Великой Отечественной войной. Начавшаяся война помешала завершению затянувшейся работы над мультфильмом.
В начале блокады Ленинграда сценарист и режиссёр фильма Мстислав Пащенко ушёл на фронт. Через несколько месяцев, вернувшись в город после ранения, он решил закончить начатый фильм. Но бомба, попавшая в здание сектора цветного кино, уничтожила всё дорогостоящее оборудование и материалы по всем фильмам (после войны данный сектор киностудии не был восстановлен). Никаких уцелевших материалов Пащенко найти не удалось. Работать над мультфильмом в блокадном городе тоже было некому — почти все Ленинградские художники-мультипликаторы погибли на фронте или умерли в период блокады.
Создание мультфильма пришлось начинать заново на студии «Союзмультфильм».
В 1969 году издательством «Бюро пропаганды советского киноискусства» в серии «Фильм-сказка» была издана книга «Песенка радости» (по мультипликационному фильму) с иллюстрациями Е. Мигунова.

## Сюжет
Из сценария фильма:

«Из наметённого сугроба снега вырастает высокая фигура с ледяной короной на голове. Седые волосы обрамляют тёмное, злое лицо старухи — Полярной ночи. Тёмно-синее платье сливается с фоном неба, и лишь три звезды ярко блестят на груди полупрозрачной фантастической фигуры…»— М. С. Пащенко
- Полярная ночь в том году была особенно холодной и казалась бесконечно долгой…

Девочка проводила брата на охоту, села у очага и запела песню. Услышав её пение, пришли зайчик и медвежонок. Девочка рассказала им, что скоро будет весна. Прилетит птичка-красногрудка, будет петь свою песню и разбудит всё вокруг: зазеленеет лес, зацветут цветы, будет светло и тепло. Но огонь в печке погас, и они отправились за хворостом. Вдруг они услышали пение птички-красногрудки.

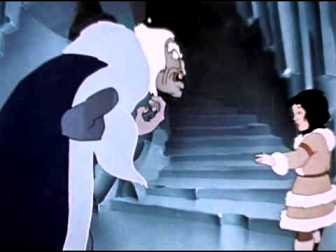
Полярная ночь и девочка.
Кадр мультфильма.

Полярная ночь тоже услыхала весеннюю песню птички-красногрудки и решила её заморозить, чтобы весна не наступила. Она подула на птичку холодом, схватила её и полетела к себе в ледяную пещеру. Но девочка ухватилась за край её плаща и тоже перенеслась туда, а там успела подхватить, отогреть и выпустить на волю птичку.
Зайчик и медвежонок отправились выручать девочку, они успели остановить разрушение ледяной лестницы и показали дорогу.
Полярная ночь настигла их и заморозила девочку. Но прилетела птичка-красногрудка и весенней песенкой разбудила девочку, а затем цветы, лес и всё кругом. Наступила Весна!

## Создатели
| сценарий и постановка     | Мстислав Пащенко |
| художники-постановщики    | Евгений Мигунов, Анатолий Сазонов |
| художники-мультипликаторы | Роман Давыдов, Пётр Репкин, Надежда Привалова, Елизавета Казанцева, Лев Попов, Лидия Резцова, Фаина Епифанова, Григорий Козлов, Ламис Бредис, О. Сысоева |
| художники-декораторы      | Ольга Геммерлинг, Константин Малышев, Георгий Позин, В. Сутеева, Вера Валерианова                                                                        |
| операторы                 | Николай Воинов, Анатолий Великохатько |
| композитор                | Г. Крейтнер |
| звукооператор             | С. Ренский |
| технический ассистент     | В. Шилина |
| монтажёр                  | Лидия Кякшт |
| директор картины          | Н. Цофнас |

- Мультипликат всех сцен с со́вами был выполнен художником Борисом Савковым[5].

## Роли озвучивали
| Актёр            | Роль          |
| ---------------- | ------------- |
| Юрий Хржановский | Медвежонок    |
| Юлия Юльская     | Заяц; Девочка |
| Виктория Иванова | вокал         |
| Татьяна Струкова | Полярная ночь |
| Лидия Князева    | Брат          |

- Актёры, которые озвучивали роли, не указаны в титрах, но перечислены вместе со всей съёмочной группой в Приложении на странице 201 в книге: Фильмы-сказки: сценарии рисованных фильмов. Выпуск 1 (1950).

## Отзывы
Режиссёр-мультипликатор И. П. Иванов-Вано писал, что «фильм „Песенка радости“ заставил нас затаить дыхание во время просмотра — таким привлекательно новым, поэтическим чувством вдруг повеяло на нас с экрана». По его словам, «зарубежная критика отмечала высокий лиризм фильма, его поэтичность и человечность».
В книге «Художники советского мультфильма» (1978) под редакцией И. Иванова-Вано отмечалось, что «долгое время эта картина оставалась непревзойдённым образцом тонкого лиризма в мультипликации». Киновед Н.А Изволов писал, что фильм «во многом определил эмоциональные тенденции и стилистические краски отечественной мультипликации».

## Награды
- 1947 — Грамота, Бронзовая медаль за лучший анимационный фильм и премия «За человечность» на VIII Международном кинофестивале в Венеции[10].